# 紧缩泥阿地螺
紧缩泥阿地螺（学名：Limulatys constrictus）为阿地螺科泥阿地螺属的动物。分布于日本、台湾岛以及中国大陆的海南等地，属于暖水性种类。其常见于潮间带-潮下带浅水区砂质底。